# Фристайл на зимових Олімпійських іграх 2018 — акробатика (жінки)
Змагання з фристайлу в дисципліні акробатики серед жінок у програмі Зимових Олімпійських ігор 2018 пройшли 17 і 18 лютого в сніговому парку «Фенікс», Пхьончхан .

## Кваліфікація на Ігри
Перші 25 спортсменок у списку розподілення олімпійських квот кваліфікувались, не більш як по чотири від кожного Національного олімпійського комітету (НОК). Всі вони мали потрапити в 30-ку найсильніших на етапах Кубка світу, або на чемпіонаті світу 2017 року у своїй дисципліні, а також набрати як мінімум 80 очок FIS під час кваліфікаційного періоду (від 1 липня 2016 року до 31 січня 2018-го). Якщо команда-господар, Південна Корея не кваліфікується, то їхня вибрана спортсменка зможе замінити останню в списку тих, хто кваліфікувалася, за умови, що всі кваліфікаційні критерії виконані.

## Медалістки
| Золото                  | Срібло          | Бронза          |
| Білорусь Ганна Гуськова | Китай Чжан Сінь | Китай Кун Фанью |

## Розклад
Час місцевий (UTC+9)
| Дата      | Час   | Коло              |
| --------- | ----- | ----------------- |
| 15 лютого | 20:00 | 1-ша кваліфікація |
| 15 лютого | 20:45 | 2-га кваліфікація |
| 16 лютого | 20:00 | Фінал 1           |
| 16 лютого | 20:29 | Фінал 2           |
| 16 лютого | 20:50 | Фінал 3           |

## Результати

### Кваліфікація

#### 1-ша кваліфікація
Перша кваліфікація змагань пройшла 15 лютого. У ній взяли участь 25 спортсменок, які виконають по одному стрибкові. Фристайлістки, які посіли перші 6 місць, відібралися у фінал, інші ж отримали право виступити у 2-й кваліфікації.
| Місце | Номер | Спортсменка            | Країна                       | Очки   | Нотатки |
| ----- | ----- | ---------------------- | ---------------------------- | ------ | ------- |
| 1     | 9     | Олександра Орлова      | Спортсмени-олімпійці з Росії | 102.22 | Q       |
| 2     | 2     | Ганна Гуськова         | Білорусь                     | 100.45 | Q       |
| 3     | 1     | Сюй Ментао             | Китай                        | 99.37  | Q       |
| 4     | 3     | Христина Спиридонова   | Спортсмени-олімпійці з Росії | 97.64  | Q       |
| 5     | 6     | Даніель Скотт          | Австралія                    | 93.76  | Q       |
| 6     | 29    | Чжан Сінь              | Китай                        | 90.24  | Q       |
| 7     | 12    | Кун Фанью              | Китай                        | 89.77  |         |
| 8     | 16    | Любов Нікітіна         | Спортсмени-олімпійці з Росії | 88.83  |         |
| 9     | 17    | Медісон Олсен          | США                          | 87.88  |         |
| 10    | 19    | Ольга Полюк            | Україна                      | 82.21  |         |
| 11    | 13    | Ешлі Колдуелл          | США                          | 81.81  |         |
| 12    | 22    | Жанбота Алдабергенова  | Казахстан                    | 81.07  |         |
| 13    | 20    | Янь Тінг               | Китай                        | 80.95  |         |
| 14    | 27    | Маржан Акжигіт         | Казахстан                    | 79.17  |         |
| 15    | 11    | Алла Цупер             | Білорусь                     | 77.90  |         |
| 16    | 18    | Катрін Лавальє         | Канада                       | 73.08  |         |
| 17    | 8     | Кайлі Маккіннон        | США                          | 72.26  |         |
| 18    | 5     | Лідія Лассіла          | Австралія                    | 66.27  |         |
| 19    | 7     | Лора Піл               | Австралія                    | 64.86  |         |
| 20    | 10    | Аліна Гриднєва         | Спортсмени-олімпійці з Росії | 60.16  |         |
| 21    | 26    | Акмаржан Калмурзаєва   | Казахстан                    | 58.58  |         |
| 22    | 14    | Саманта Веллс          | Австралія                    | 54.28  |         |
| 23    | 28    | Аяна Жолдас            | Казахстан                    | 51.01  |         |
| 24    | 4     | Олександра Романовська | Білорусь                     | 38.85  |         |
| 25    | 30    | Кім Гьон Ин            | Південна Корея               | 35.67  |         |

#### 2-я кваліфікація
Друга кваліфікація змагань пройде 15 лютого. У ній візьмуть участь 19 спортсменок, які виконають по одному стрибкові. Фристайлістки, які посіли перші 6 місць, відбираються у фінал, інші завершують свої виступи на Іграх.
| Місце | Номер | Спортсменка            | Країна                       | Раунд 1 | Раунд 2 | Кращий | Нотатки |
| ----- | ----- | ---------------------- | ---------------------------- | ------- | ------- | ------ | ------- |
| 1     | 11    | Алла Цупер             | Білорусь                     | 77.90   | 99.37   | 99.37  | Q       |
| 2     | 12    | Кун Фанью              | Китай                        | 89.77   | 95.17   | 95.17  | Q       |
| 3     | 7     | Лора Піл               | Австралія                    | 64.86   | 89.46   | 89.46  | Q       |
| 4     | 16    | Любов Нікітіна         | Спортсмени-олімпійці з Росії | 88.83   | 84.24   | 88.83  | Q       |
| 5     | 8     | Кайлі Маккіннон        | США                          | 72.26   | 87.88   | 87.88  | Q       |
| 6     | 17    | Медісон Олсен          | США                          | 87.88   | 80.04   | 87.88  | Q       |
| 7     | 22    | Жанбота Алдабергенова  | Казахстан                    | 81.07   | 85.36   | 85.36  |         |
| 8     | 4     | Олександра Романовська | Білорусь                     | 38.85   | 83.65   | 83.65  |         |
| 9     | 20    | Янь Тінг               | Китай                        | 80.95   | 82.94   | 82.94  |         |
| 10    | 19    | Ольга Полюк            | Україна                      | 82.21   | 55.50   | 82.21  |         |
| 11    | 13    | Ешлі Колдуелл          | США                          | 81.81   | 55.86   | 81.81  |         |
| 12    | 27    | Маржан Акжигіт         | Казахстан                    | 79.17   | 70.20   | 79.17  |         |
| 13    | 18    | Катрін Лавальє         | Канада                       | 73.08   | 71.34   | 73.08  |         |
| 14    | 5     | Лідія Лассіла          | Австралія                    | 66.27   | 63.45   | 66.27  |         |
| 15    | 10    | Аліна Гриднєва         | Спортсмени-олімпійці з Росії | 60.16   | 60.98   | 60.98  |         |
| 16    | 26    | Акмаржан Калмурзаєва   | Казахстан                    | 58.58   | 47.32   | 58.58  |         |
| 17    | 14    | Саманта Веллс          | Австралія                    | 54.28   | 58.27   | 58.27  |         |
| 18    | 28    | Аяна Жолдас            | Казахстан                    | 51.01   | 57.98   | 57.98  |         |
| 19    | 30    | Кім Гьон Ин            | Південна Корея               | 35.67   | 44.20   | 44.20  |         |

### Фінали
У першому фіналі взяли участь 12 спортсменок, що кваліфікувалися за підсумками двох відбіркових раундів. У другому фіналі взяли участь 9 спортсменок, що кваліфікувалися за підсумками першого фіналу. У третьому фіналі взяли участь 6 спортсменок, що кваліфікувалися за підсумками другого фіналу. Спортсменка, яка показала найкращий результат, стала олімпійською чемпіонкою.
| Місце | Номер | Спортсменка          | Країна                       | Фінал 1 | Місце | Фінал 2    | Місце      | Фінал 3    | Місце      |
| ----- | ----- | -------------------- | ---------------------------- | ------- | ----- | ---------- | ---------- | ---------- | ---------- |
| 1     | 2     | Ганна Гуськова       | Білорусь                     | 94.15   | 1     | 85.05      | 4          | 96.14      | 1          |
| 2     | 29    | Чжан Сінь            | Китай                        | 87.25   | 6     | 94.11      | 2          | 95.52      | 2          |
| 3     | 12    | Кун Фанью            | Китай                        | 89.77   | 4     | 97.29      | 1          | 70.14      | 3          |
| 4     | 11    | Алла Цупер           | Білорусь                     | 90.82   | 3     | 84.00      | 5          | 59.94      | 4          |
| 5     | 7     | Лора Піл             | Австралія                    | 85.05   | 9     | 85.65      | 3          | 55.34      | 5          |
| 6     | 17    | Медісон Олсен        | США                          | 85.36   | 8     | 83.23      | 6          | 47.23      | 6          |
| 7     | 16    | Любов Нікітіна       | Спортсмени-олімпійці з Росії | 85.68   | 7     | 80.01      | 7          | Не пройшла | Не пройшла |
| 8     | 9     | Олександра Орлова    | Спортсмени-олімпійці з Росії | 89.28   | 5     | 61.25      | 8          | Не пройшла | Не пройшла |
| 9     | 1     | Сюй Ментао           | Китай                        | 91.00   | 2     | 59.25      | 9          | Не пройшла | Не пройшла |
| 10    | 8     | Кайлі Маккіннон      | США                          | 80.95   | 10    | Не пройшла | Не пройшла | Не пройшла | Не пройшла |
| 11    | 3     | Христина Спиридонова | Спортсмени-олімпійці з Росії | 57.64   | 11    | Не пройшла | Не пройшла | Не пройшла | Не пройшла |
| 12    | 6     | Даніель Скотт        | Австралія                    | 57.01   | 12    | Не пройшла | Не пройшла | Не пройшла | Не пройшла |